# 崔暁
崔 暁（さい ぎょう、ツィ・シャオ、1988年7月31日 - ）は、中華人民共和国出身の元プロ野球選手（内野手、外野手）。

## 経歴
北京傘下時代に、福建省棒球隊に派遣される。この頃アジアAAA野球選手権の代表候補になった。
2006年、読売ジャイアンツに育成選手として所属。同年オフ北京タイガース復帰のため、自由契約選手として公示された。
巨人時代は主に二塁手としてプレーしたが、北京復帰後はポスト孫嶺峰として期待され、本格的に外野手に転向。俊足と巧打でレギュラーを獲得し、2010年広州アジア大会中国代表に選出。

## 詳細情報

### 年度別打撃成績
- 一軍公式戦出場なし

### 背番号
- 104 （2006年）
- 27（2007年 - ）